# Macochín
Macochín är en ort i Mexiko.   Den ligger i kommunen Etchojoa och delstaten Sonora, i den västra delen av landet, 1 400 km nordväst om huvudstaden Mexico City. Macochín ligger 27 meter över havet och antalet invånare är 487.
Terrängen runt Macochín är mycket platt. Runt Macochín är det ganska glesbefolkat, med 34 invånare per kvadratkilometer. Närmaste större samhälle är Navojoa, 11,7 km öster om Macochín. Trakten runt Macochín består till största delen av jordbruksmark.